# FK Jagodina
Fudbalski klub Jagodina (sârbă Фудбалски клуб Јагодина, română Clubul de Fotbal Jagodina) este un club de fotbal din Jagodina, Serbia.Echipa susține meciurile de acasă pe Stadion FK Jagodina cu o capacitate de 15.000 de locuri.